# Daniele Verde
Daniele Verde (ur. 20 czerwca 1996 w Neapolu) – włoski piłkarz występujący na pozycji napastnika.

## Kariera klubowa
Verde urodził się w Neapolu, jednak swoją karierę rozpoczął w młodzieżowych drużynach AS Romy. W sezonie 2014/15 wraz z zespołem Primavera wziął udział w rozgrywkach Ligi Młodzieżowej UEFA, podczas których zdobył dwie bramki, obie przeciwko CSKA Moskwa.
17 stycznia 2015 roku Verde zadebiutował w barwach pierwszego zespołu podczas zremisowanego 1:1 spotkania ligowego z US Palermo, zmieniając w 75. minucie Juana Iturbe. 8 lutego tego samego roku po raz pierwszy wyszedł w podstawowym składzie i rozegrał pełne 90 minut wygranego 2:1 meczu z Cagliari Calcio, ponadto asystując przy bramkach Adema Ljajicia i Leandro Paredesa.
Przed rozpoczęciem sezonu 2015/16 trafił na roczne wypożyczenie do Frosinone.

## Kariera reprezentacyjna
29 września 2014 rok Verde otrzymał pierwsze powołanie do reprezentacji Włoch do lat 19, która w październiku miała zmierzyć się z Armenią, Serbią i San Marino w ramach eliminacji do młodzieżowych Mistrzostw Europy 2015. Verde wystąpił we wszystkich trzech spotkaniach, a ponadto w meczu z Armenią zdobył bramkę.